# Лучистое
Лучи́стое (до 1945 года Демерджи́; укр. Лучисте, крымскотат. Demirci, Демирджи, ср.-греч.  ἡ Φούνα) — село на Южном берегу Крыма. Входит в Городской округ Алушта Республики Крым

## Население
| 2001 | 2014  |
| ---- | ----- |
| 1044 | ↗1180 |

Всеукраинская перепись 2001 года показала следующее распределение по носителям языка:
| Язык             | Число жит. | Процент |
| ---------------- | ---------- | ------- |
| русский          | 817        | 78,26   |
| крымскотатарский | 152        | 14,56   |
| украинский       | 68         | 6,51    |
| белорусский      | 1          | 0,1     |
| болгарский       | 1          | 0,1     |

### Динамика численности населения
| - 1805 год — 297 чел. - 1864 год — 677 чел. - 1886 год — 1000 чел. - 1889 год — 971 чел. - 1892 год — 1365 чел. - 1897 год — 1142 чел. - 1902 год — 1342 чел. - 1915 год — 1526/42 чел. | - 1926 год — 1736 чел. - 1939 год — 1631 чел. - 1974 год — 1039 чел. - 1989 год — 817 чел. - 2001 год — 1044 чел. - 2009 год — 1054 чел. - 2014 год — 1180 чел. |

## Современное состояние
На 2018 год в Лучистом числится 24 улицы, 6 переулков и 3 микрорайона; на 2009 год, по данным сельсовета, село занимало площадь 899 гектаров на которой, в 416 дворах, проживало 1054 человека. В селе действуют средняя общеобразовательная школа, сельский клуб, библиотека, амбулатория, отделение Почты России, мечеть «Демерджи Джамиси» церковь Святителя Николая. Лучистое связано автобусным сообщением с Алуштой и соседними населёнными пунктами.

## География
Лучистое расположено на Южном берегу Крыма, на южном склоне горы Демерджи, у истоков ручья (балки) Алагез (Алакоз), левого притока реки Демерджи, высота центра села над уровнем моря 490 м.
Расстояние до Алушты около 10 километров (по шоссе) к северу, ближайшая железнодорожная станция — Симферополь-Пассажирский — примерно в 43 километрах. Транспортное сообщение осуществляется по региональной автодороге 35Н-012, соединяющей трассу Симферополь — Ялта с шоссе Алушта — Судак (по украинской классификации — С-0-0112). К северо-западу от села находится известный памятник природы — Долина Привидений.
Рядом с селом расположен археологический комплекс Лучистое

## История
По мнению историка Виктора Мыца, сельское убежище, известное как Демерджи I, построено в X веке и заброшено после сооружения феодоритами крепости Фуна в XIII веке.
В дальнейшем в средневековых документах поселение фигурирует под названием Фуна. Его населяли христиане — подвергшиеся эллинизации потомки смешавшихся с автохтонными жителями готов и аланов, заселивших горный Крым во II—III веках. Археологические раскопки захоронений на окраине Лучистого указывают на существование аланского поселения уже в IV веке. Также выявлены археологические комплексы конца IV—XII веков.
Впервые название села встречается в хранящихся в Генуе казначейских списках Кафы (cartolfri della Masseria), относимых примерно к 1360 году, где среди прочих принадлежащих капитанству Готия (лат. unus ex casalibus Gotie) поселений встречается Fonna. Село находилось на восточной границе княжества Феодоро и неоднократно переходило от Мангупа к генуэзцам и обратно. В книге массарии Каффы имеется запись о том, что протосом (старостой селения) казалии Фонна (лат. Fonne) Манолли вносит 18 марта 1381 года налог в размере 1650 аспров. Об этом же свидетельствуют поминания в патриарших грамотах 1384 года (и в следующие годы) по поводу споров о границах епархий между митрополитами Херсонским, Готским и Сугдейским. Среди историков утвердилось мнение, что крепость Фуна принадлежала княжеству Феодоро. Существует версия, что в 1420-х годах в свете обострения отношений с генуэзцамибыло начато строительство собственно крепости, расположенной у дорог, ведущих к перевалу, и напротив генуэзкого приморского поселения Луста.
После захвата в 1475 году генуэзских колоний Османами их земли включили в Судакский кадылык санджака Кефе (до 1558 года, в 1558—1774 годах — эялета) империи. Тогда же на южном побережье Крыма начинает распространяться ислам. Уже по первой переписи населения Кефинского санджака в Демирджи было 6 мусульманских семей и 66 христианских, из них 10 «овдовевших» (потерявших мужчину-кормильца). На 1542 год мусульманских семей было 5, христианских — 46 (из них 2 «овдовевших») и 22 взрослых холостых мужчины; по сведениям за тот год виноградарство давало 12 % налоговых поступлений селения. По налоговым ведомостям 1634 года в селении числилось 15 дворов немусульман, из которых недавно прибывших в Демирджи 5: из Куру-Узеня — 3, из Кучук-Узень и Улу-Узеня — по 1 двору. Выселились жители 31 двора: в Айан — 19, в Йени-Сала и Куру-Узень — по 3, в Шелен — 2, в Кучук-Узень, Партенит, Тувак и общину Кефе — по 1 двору. В Джизйе дефтера Лива-и Кефе (Османских налоговых ведомостях) 1652 года, где перечислены христиане-налогоплательщики Кефинского эялета, в селении Демурджи записано всего 3 человека (налог джизйе платили 3 семьи). Документальное упоминание селения встречается в «Османском реестре земельных владений Южного Крыма 1680-х годов», согласно которому Демирджи входил в Судакский кадылык эялета Кефе. Всего упомянуто 107 землевладельцев, из которых 42 иноверца, владевших 3214,5 дёнюмами земли. В XVIII веке жители занимались в основном овцевадством и производством товарного зерна (рожь и ячмень); некоторые владели садами и виноградниками в селениях на побережье; около 30 гектаров пашни было занято под лён. После обретения ханством независимости по Кючук-Кайнарджийскому мирному договору 1774 года «повелительным актом» Шагин-Гирея 1775 года селение было включено в Крымское ханство, в состав Кефинского каймаканства Судакского кадылыка, что зафиксировано и в Камеральном Описании Крыма 1784 года. В селе была церковь, по ведомости митрополита Игнатия — Святого Феодора Тирона, по другим данным — 2 церкви, вторая — Феодора Стратилата и 80 дворов. В те годы состоялось переселение греков из Крыма: согласно ведомости о выведенных в Приазовье христианах А. В. Суворова от 18 сентября 1778 года, согласно которой из Темерчи было выведено 190 греков — 100 мужчин и 90 женщин (по другим данным 35 семей), а, по ведомости митрополита Игнатия, из Фуны (Демерджи) выехало 80 семей. В ханских ведомостях учёта имущества выселенных христиан указано, что в Демерджи постоянно проживало 35 семей греков, из которых семьи Андреева и Барсук-оглу владели двумя, а Калмука — четырьмя домами, поэтому всего опустевших домов было 40. У жителей были 21 кладовая, 12 «магазейнов» (от крымскотат. магъаз — подвал), 2 зимовника для скота, 128 сенокосных участков. Из 237,8 гектара пашни 208 гектаров (223 участка) под зерновыми и 29,8 гектара (62 участка) — техническими культурами, в среднем на семью 6,795 гектара пашни. Крупнейшие хозяева: Токтамыш — 16,35 га пашни, дом, зимовник, «магазейн» (от крымскотат. магъаз — подвал), 9 сенокосных участков; Филас Пефтий — 14,1 га пашни, дом, 2 кладовые, 5 сенокосных участков; Никола — 13,9 га пашни, дом, «магазейн», 4 сенокосных участка; Тодур Шахтемир — 11,4 га пашни, дом, зимовник, кладовая, 2 сенокосных участка, 15 ореховых деревьев; Тодур — 13,08 га пашни, дом, кладовая, 2 сенокосных участка. Бедняком выделен Черкес-оглу — 1,225 га пашни, дом и 2 сенокосных участка; эти сведения подтверждаются ведомостью «при бывшем Шагин Герее хане сочиненной на татарском языке о вышедших християн из разных деревень и об оставшихся их имениях в точном ведении его Шагин Герея» и переведённой 1785 году". На новом месте выходцы из села, вместе с бывшими жителями Алушты, Улу-Узени, Кучук-Узени и Куру-Узени основали село Константинополь.
После присоединения Крыма к России (8) 19 апреля 1783 года, (8) 19 февраля 1784 года, именным указом Екатерины II сенату, на территории бывшего Крымского Ханства была образована Таврическая область и деревня была приписана к Симферопольскому уезду. После Павловских реформ, с 1796 по 1802 год, входила в Акмечетский уезд Новороссийской губернии. По новому административному делению, после создания 8 (20) октября 1802 года Таврической губернии, Демерджи был включён в состав Алуштинской волости Симферопольского уезда.

По Ведомости о числе селений, названиях оных, в них дворов… состоящих в Симферопольском уезде от 14 октября 1805 года, в деревне Демерджи числилось 58 дворов и 297 жителей, исключительно крымских татар. На военно-топографической карте генерал-майора Мухина 1817 года деревня Темирджи обозначена с 40 дворами. После реформы волостного деления 1829 года Демерджи, согласно «Ведомости о казённых волостях Таврической губернии 1829 года» остался в составе Алуштинской волости. Шарль Монтандон в своём «Путеводителе путешественника по Крыму, украшенный картами, планами, видами и виньетами…» 1833 года описал селение 
Демерджи… представляет собой большую деревню, расположенную у подножия амфитеатра из огромных скал… Жители Демерджи выращивают пшеницу, лён и немного табака; они занимаются также перевозками, добычей строительного леса и дров.
Именным указом Николая I от 23 марта(по старому стилю) 1838 года, 15 апреля был образован новый Ялтинский уезд и южнобережную часть Алуштинской волости передали в его состав (Алуштинская волость Ялтинского уезда). На карте 1836 года в деревне 90 дворов, как и на карте 1842 года (Темерджи).
В 1860-х годах, после земской реформы Александра II, деревня осталась в составе Алуштинской волости. Согласно «Списку населённых мест Таврической губернии по сведениям 1864 года», составленному по результатам VIII ревизии 1864 года, Демерджи — казённая татарская деревня с 87 дворами, 677 жителями, православной церковью и мечетью при речке Демерджи-Узени у подошвы Яйлы. На трёхверстовой карте Шуберта 1865—1876 года в деревне Демерджи обозначено 123 двора. На 1886 год в деревне, согласно справочнику «Волости и важнѣйшія селенія Европейской Россіи», проживало 1000 человек в 164 домохозяйствах, действовала мечеть. По «Памятной книге Таврической губернии 1889 года», по результатам Х ревизии 1887 года, в деревне Демерджи числилось 200 дворов и 971 житель. На верстовой карте 1890 года в деревне обозначено 162 двора с татарским населением. По «…Памятной книжке Таврической губернии на 1892 год» в Демерджи, составлявшем Демерджинское сельское общество, числилось 1365 жителей в 164 домохозяйствах.

После земской реформы 1890-х годов, которая в Ялтинском уезде прошла после 1892 года, деревня осталась в составе преобразованной Алуштинской волости. 4 апреля 1894 года крупнейший обвал на западном склоне Демерджи задел деревню. По свидетельству профессора Головкинского, первым из учёных прибывшего к месту катастрофы 
огромная масса конгломерата отделилась трещиной от скалистого склона Демерджи на протяжении около 200 сажен и осела вниз на 30 сажен по отвесу. Вся осевшая масса в свою очередь дала много трещин и разломов. Объем смещённой толщи конгломерата равнялся 750 000 куб. саж. Каменными глыбами в 25-30 куб. саж. в деревне Демерджи тогда раздавило два дома
 По его же предложению пострадавшую от обвала деревню перенесли на нынешнее место. Перепись 1897 года зафиксировала в деревне Демерджи 1142 жителя, из которых 1 133 — мусульманина (крымские татары). По «…Памятной книжке Таврической губернии на 1902 год» в деревне Демерджи, составлявшей Демерджинское сельское общество, числилось 1342 жителя в 175 домохозяйствах. В путеводителе 1902 года А. Я. Безчинского имеется описание селения
…расположилась в совершенно открытой местности, у подножия горы — чистенькая, опрятная, с правильными улицами и симметрично разбитыми двориками. Чуть не около каждой сакли огород. Некоторые дома построены на европейский лад, но встречаются совсем низенькие сакли, с плоскими крышами. Жители занимаются хлебопашеством и овцеводством; садов сравнительно мало. Деревенька имеет привлекательный вид со своими хорошо одетыми жителями и веселыми домиками, увешанными пучками перца и ярко-желтой кукурузы.
 По Статистическому справочнику Таврической губернии. Ч.II-я. Статистический очерк, выпуск восьмой Ялтинский уезд, 1915 год, в селе Демерджи Алуштинской волости Ялтинского уезда числился 285 дворов (276 дворов с землёй, 9 — безземельные) с населением без указания национальностей в количестве 1526 человек приписных жителей и 42 — «посторонних», из которых 871 мужчина и 697 женщин. Жители владели 829 десятинами удобной земли. В хозяйствах имелось 150 лошадей, 108 волов, 61 корова и 8047 голов овец, свиней, или коз.
После установления в Крыму советской власти согласно постановлению Крымревкома от 8 января 1921 года была упразднена волостная система, и село подчинили Ялтинскому району Ялтинского уезда. В 1922 году уезды получили название округов, из Ялтинского был выделен Алуштинский район. Декретом ВЦИК от 4 сентября 1924 года Алуштинский район был упразднён, и село вновь вошло в состав Ялтинского района. Согласно Списку населённых пунктов Крымской АССР по Всесоюзной переписи 17 декабря 1926 года, в селе Демерджи, центре Демерджинского сельсовета Ялтинского района, числилось 373 двора, все крестьянские, население составляло 1736 человек, из них 1671 крымский татарин, 33 украинца, 24 русских, 4 белоруса, 2 армянина, 2 еврея, действовала татарская школа. Во время землетрясения 1927 года в деревне из 365 домов пострадало 155, 9 были полностью разрушены, 41 сильно повреждён, рухнул свод и 2 стены средневековой церкви. На 1928 год, согласно Атласу СССР 1928 года, село входило в Карасубазарский район. Постановлением ВЦИК от 30 октября 1930 года был образован Алуштинский татарский национальный район (по другим данным — в 1937 году), село включили в его состав. На 1935 год в селе действовал колхоз, жители села специализировались на табаководстве. По данным всесоюзной переписи населения 1939 года, в селе проживал 1631 человек.
В 1944 году, после освобождения Крыма от фашистов, согласно постановлению ГКО № 5859 от 11 мая 1944 года, 18 мая крымские татары депортированы в Среднюю Азию: на 15 мая 1944 года подлежало выселению 425 семей крымских татар: всего 1828 жителей, из них мужчин — 374, женщин 696, детей — 757 человек; было принято на учёт 350 домов спецпереселенцев. 12 августа 1944 года принято постановление № ГОКО-6372с «О переселении колхозников в районы Крыма», и в сентябре 1944 года в район приехали первые новоселы (2469 семей) из Ставропольского и Краснодарского краёв, а в начале 1950-х годов последовала вторая волна переселенцев с Украины. Указом Президиума Верховного Совета РСФСР от 21 августа 1945 года Демерджи переименован в Лучистое, а Демерджинский сельсовет — в Лучистовский. С 25 июня 1946 года Лучистое в составе Крымской области РСФСР, а 26 апреля 1954 года Крымская область была передана из состава РСФСР в состав УССР.
1 января 1965 года указом Президиума ВС УССР «О внесении изменений в административное районирование УССР — по Крымской области» Алуштинский район преобразован в Алуштинский горсовет и Лучистое включили в его состав. На 1974 год в Лучистом числилось 1039 жителей. По данным переписи 1989 года, в селе проживало 817 человек. С 12 февраля 1991 года село в восстановленной Крымской АССР, 26 февраля 1992 года переименованной в Автономную Республику Крым. С 21 марта 2014 года в составе Крыма аннексировано Россией, с 5 июня 2014 года — в Городском округе Алушта.

## Религия
Церковь Николая Чудотворца. Устроена в 1999 в приспособленном каменном здании